# Giacomo Gandi
Giacomo Gandi (Saluzzo, 29 giugno 1846 – Savigliano, 20 settembre 1932) è stato un pittore italiano.

## Biografia
Nato a Saluzzo nel 1846, dopo un breve alunnato con Andrea Gastaldi all'Accademia Albertina di Torino, prosegue autonomamente la propria formazione recandosi a Firenze, Roma – dove si trasferisce attorno al 1869 – e Parma. Stabilitosi dopo il 1874 a Savigliano, si specializza nella pittura di genere e nella tecnica dell'acquerello, con cui esegue due opere per l'Esposizione universale di Parigi del 1878.
Partecipa alle rassegne nazionali di Milano nel 1872, Torino nel 1880 e 1884, di Milano nel 1881 e, due anni più tardi, all'Esposizione di belle arti di Roma. È presente inoltre alle manifestazioni della Società Promotrice di Belle Arti di Torino dal 1870 al 1896, oltre che alle Promotrici di Genova, Firenze e Napoli. 
L'ampio successo della sua pittura ispirata alla vita popolare si incrina sul finire del secolo per il mutato gusto collezionistico; prosegue tuttavia incessante la pratica artistica, sebbene nel ristretto ambito di Savigliano, fino agli ultimi anni di vita, quando una malattia agli occhi ne compromette l'attività.